# زاویه بووا
زاویه بووا (فرانسوی: Xavier Beauvois‎، تلفظ: فرانسوی: [zavje bovwa]؛ زادهٔ ۲۰ مارس ۱۹۶۷) یک هنرپیشه، کارگردان فیلم و فیلم‌نامه‌نویس اهل فرانسه است. وی از سال ۱۹۸۸ میلادی تاکنون مشغول فعالیت بوده‌است. او جایزه هیئت داوران جشنواره فیلم کن را برای فیلم یادت نرود داری می‌میری در سال ۱۹۹۵ گرفت.
از فیلم‌ها یا برنامه‌های تلویزیونی که وی در آن نقش داشته است می‌توان به آرسن لوپن، بدرود، ملکه من و خانه بردباری اشاره کرد.